# Bulbophyllum sociale
Bulbophyllum sociale är en orkidéart som beskrevs av Robert Allen Rolfe. Bulbophyllum sociale ingår i släktet Bulbophyllum och familjen orkidéer.
Artens utbredningsområde är Sumatera. Inga underarter finns listade i Catalogue of Life.